# Marco Posani
Marco Posani (Milano, 13 aprile 1959) è un autore televisivo italiano, con Gino e Michele e Giancarlo Bozzo, ideatore del programma televisivo Zelig.

## Biografia
Debutta come autore televisivo con Antonio Ricci, nella scrittura del programma televisivo degli anni ottanta Drive In, per dedicarsi negli anni alla stesura del genere comico, come Emilio, la sitcom Andy & Norman, Scherzi a parte, Su la testa!, I vicini di casa, Anima mia e le prime edizioni di "Zelig".
La collaborazione con Fabio Fazio lo conduce a partecipare alla nascita di Quelli che il calcio, programma abbandonato nel 2001 per proseguire il rapporto professionale col conduttore ligure, a Che tempo che fa e Vieni via con me, su Rai 3. Sempre per Raitre autore e ideatore di Glob - L'osceno del villaggio e Glob Spread con Enrico Bertolino e Lilit con Debora Villa.

## Fonti
- Siae.it (PDF) [collegamento interrotto], su nuovasiae.it.
- festivaldellamente.it. URL consultato il 15 maggio 2010 (archiviato dall'url originale il 15 giugno 2011).

| Controllo di autorità | VIAF (EN) 90309855 · SBN REAV094170 · LCCN (EN) n2006084692 |